# Genovés (kommun)
Genovés är en kommun i Spanien.   Den ligger i provinsen Província de València och regionen Valencia, i den östra delen av landet, 300 km sydost om huvudstaden Madrid. Antalet invånare är 2 865. Arean är 15,2 kvadratkilometer. Genovés gränsar till Barxeta, Benigànim, Llocnou d'En Fenollet och Xàtiva. 
Terrängen i Genovés är platt åt nordväst, men åt sydost är den kuperad.